# Iguvium

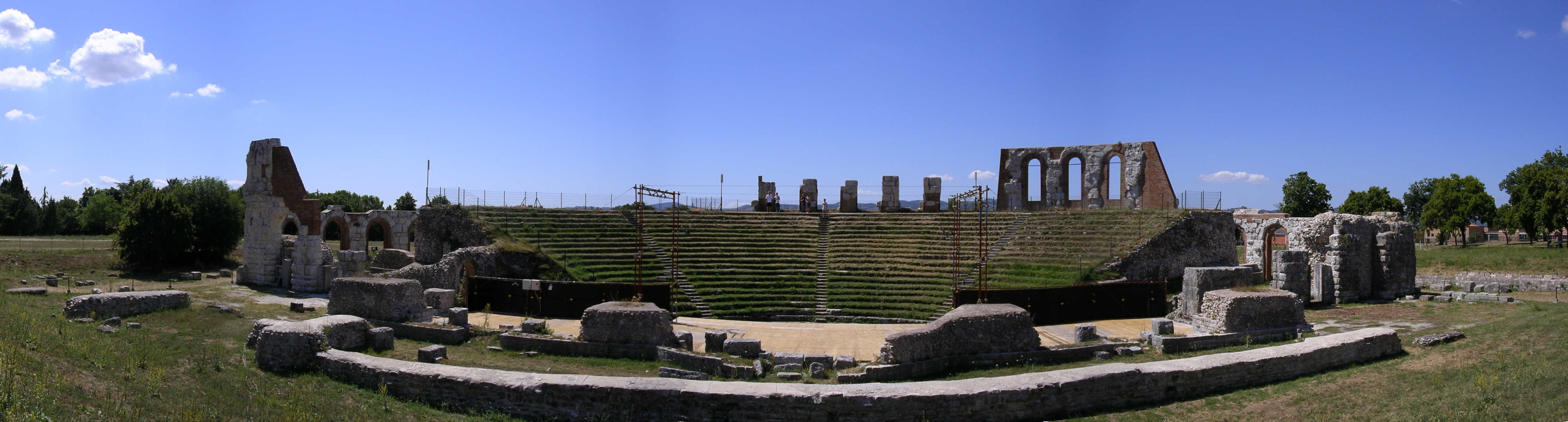
Den romerska teatern i Iguvium.

Iguvium eller Ikuvium är en arkeologisk plats och var det romerska namnet på nuvarande staden Gubbio i Umbrien i centrala Italien.
I Iguvium blev kung Gentius anhöriga inspärrade av den romerska senaten.
Viktiga fynd är de iguvinska tavlorna som är sju bronstavlor med inskription på det umbriska språket och som påträffades 1444. Tavlorna finns på museum i Gubbio.